# Desana
Desana (piemontiul: Dzan-a) település Olaszországban, Vercelli megyében. Lakosainak száma 1085 fő (2023. január 1.). Desana Asigliano Vercellese, Costanzana, Lignana, Ronsecco, Vercelli és Tricerro községekkel határos.

## Népesség
A település népességének változása:
| Lakosok száma | 1089 | 1077 | 1085 |
|               | 2017 | 2018 | 2023 |